# Arthur Friedrich Stieler von Heydekampf

Arthur Friedrich Stieler von Heydekampf

Arthur Friedrich Stieler von Heydekampf (* 13. Mai 1840 in Danzig; † 5. März 1923) war ein preußischer Generalleutnant.

## Leben

### Herkunft
Stieler von Heydekampf stammte aus einem 1704 erhobenen preußischen Adelsgeschlecht und trug das Prädikat Freiherr. Er war der Sohn des preußischen Premierleutnants Julius Stieler von Heydekampf und dessen Ehefrau Anna, geborene Schaak. Die Familie stellte viele Personen mit militärischen Rängen, bekannt wurde der Name jedoch erst durch den Industriellen Gerd Stieler von Heydekampf.

### Militärkarriere
Er besuchte die Kadettenanstalten in Bensberg sowie Berlin und wurde am 17. Mai 1859 als Sekondeleutnant dem 25. Infanterie-Regiment der Preußischen Armee überwiesen. Ab Oktober 1862 absolvierte Stieler von Heydekampf für drei Jahre die Preußische Kriegsakademie und wurde im Anschluss zum Premierleutnant befördert. Nach seiner einjährigen Kommandierung zum Großen Generalstab folgten ab 19. Mai 1868 weitere Generalstabsverwendungen, bis er schließlich zum 1. November 1878 als Lehrer an die Kriegsakademie versetzt wurde. Daran schloss sich ab 18. Oktober 1881 als Oberstleutnant eine Verwendung im Infanterie-Regiment „von Courbière“ (2. Posensches) Nr. 19 an. Kurzzeitig war Stieler von Heydekampf ab 15. April 1884 Chef des Generalstabes des VII. Armee-Korps. Am 14. April 1885 beauftragte man ihn dann mit der Führung des 4. Pommerschen Infanterie-Regiments Nr. 21 und ernannte ihn unter gleichzeitiger Beförderung zum Oberst am 3. Dezember 1885 zum Kommandeur. Mit der Beförderung zum Generalmajor am 18. Dezember 1888 wurde Stieler von Heydekampf Kommandeur der 22. Infanterie-Brigade in Breslau. Am 18. April 1891 folgte seine Ernennung zum Kommandanten der Festung Rastatt und in dieser Stellung erhielt er am 19. September 1891 den Charakter als Generalleutnant. Mit Pension wurde Stieler von Heydekampf am 9. Juni 1900 Disposition gestellt.
In Rastatt ist noch heute eine alte Eisenbahnbrücke nach ihm benannt, welche 2014 komplett erneuert wurde. Fälschlicherweise wird die Brücke als „Heitkampbrücke“, im Rastatter Stadtplan gar als „Heidkampbrücke“, betitelt.

### Familie
Stieler von Heydekampf war mit Clara, geborene von Wegnern verheiratet. Aus der Ehe gingen vier Söhne und eine Tochter hervor.